# بحث و جدل (فیلم)
بحث و جدل (به انگلیسی: The Argument) فیلمی محصول سال ۲۰۲۰ و به کارگردانی رابرت کوپولا شوارتزمن است. در این فیلم بازیگرانی همچون مگی کیو، دنی پودی، کلوپاترا کولمن، تایلر جیمز ویلیامز، دن فوگلر، اما بل، مارک رایدر، کاران برار، شارلوت مک‌کینی و ناتان استیورات-جارت ایفای نقش کرده‌اند.